# La Vie - ... ulcérant(e)

La Vie - ... ulcérant(e) est une œuvre pour deux contreténors et ensemble instrumental composée par Olga Neuwirth sur des textes de Georges Perec en 1995.

## Histoire
Cette œuvre est une commande de la Fondation Royaumont. Olga Neuwirth compose cette œuvre alors qu'elle étudie à l'IRCAM à Paris. Elle se fonde sur La Vie mode d'emploi de Georges Perec, « ce roman puissant, qui rompt radicalement avec toutes les règles traditionnelles de la narration ». Voyant dans ce roman une proximité avec son propre processus de travail, elle compose La vie – ... ulcérant(e) à partir de La Vie mode d'emploi et de L'Ulcération. Elle intègre des citations de John Blow dans le texte dévolu aux deux chanteurs, choisis en référence à des jumeaux, patients du neurologue Oliver Sacks.

« A travers ces stratifications, cassures et ces indications sur le plan de la musique et du texte, je ne cherchais pas à mettre le roman en musique, mais à pouvoir bâtir un espace pour les associations entre les phrases et les sons. »

La Vie - ... ulcérant(e) est créée le 30 septembre 1995 dans l'ancien réfectoire de l'abbaye de Royaumont, lors du festival Voix Nouvelles, par les contreténors Kai Wessel et Andrew Watts, avec Ernesto Molinari (clarinette), Burkhard Stangl (guitare), Dimitri Polisoidis (viole) et Benedikt Leitner (violoncelle).
Le titre fait sans doute référence également au finale de l'acte II de Carmen de Bizet ("Comme c'est beau, la vie errante..."), qui est à comprendre comme un hymne à l'amour libre et à la liberté en général, puisque Carmen, ses amies et les bohémiens exhortent Don José à déserter de l'armée pour s'enfuir avec eux.